# Trichomalus germanus
Trichomalus germanus är en stekelart som först beskrevs av Dalla Torre 1898.  Trichomalus germanus ingår i släktet Trichomalus och familjen puppglanssteklar. Inga underarter finns listade i Catalogue of Life.